# Parque estatal Petit Jean
Petit Jean State Park es un parque estatal de 3.471 acres (1.404 hectáreas) ubicado en el condado de Conway en el estado de Arkansas en los Estados Unidos y dirigido por el Departamento Estatal por los Parques y el Turismo.  Es ubicado encima del monte Petit Jean a lo largo del río Arkansas en el área entre las montañas Ouachita y las Mesas Ozarkas.  Muchos habitantes de Arkansas lo consideran el parque estatal insignia del estado.  También es posiblemente el parque estatal más importante del estado en términos de turismo. También es el parque estatal más viejo del estado.

## Historia (Leyenda)

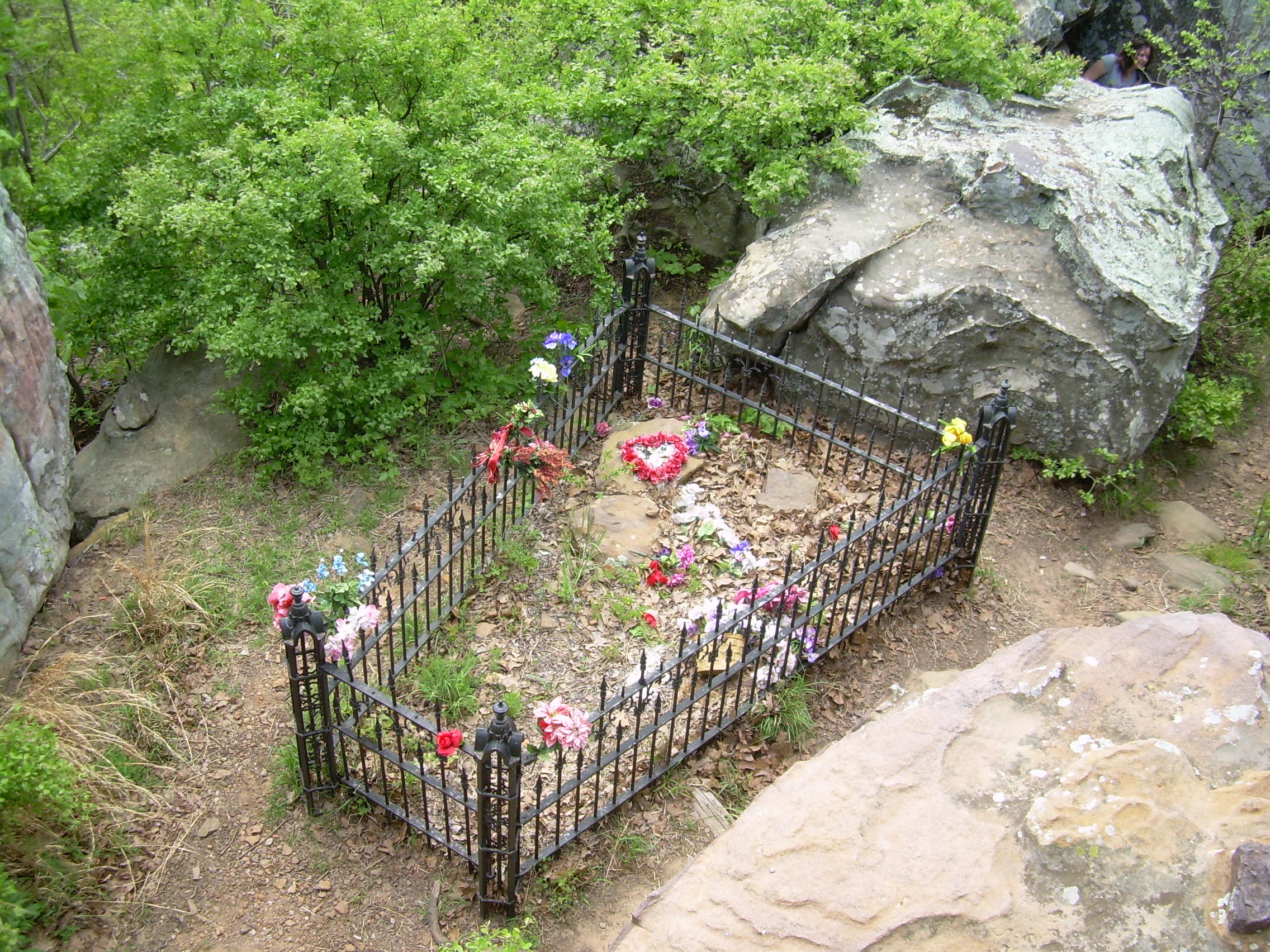
La dizque tumba de Petit Jean en el monte del mismo nombre.

Según la leyenda, Petit Jean (“Juanito” en español), cuyo nombre verdadero se cree haber sido Adrienne Dumont, era una adolescente francesa durante el siglo XVIII. Al aprender que su prometido, un hidalgo llamado Chavet, estaba planeando a explorar el Territorio de Luisiana, ella se cortó el cabello, se vistió como un chico y escondió en su barco como un mozo de camarote.  Ella sobrevivió la jornada a través del océano Atlántico pero después de llegar al monte y antes de zarpar otra vez, la chica se cayó muy enferma.  Ella se reveló a su prometido para mostrar su amor por él.  Murió y fue enterada allí en el monte sino no bajo su propio nombre sino lo que se han dado los marinos a bordo del barco, “Juanito”.
Ya en 1907, se habló de crear un parque nacional en el sitio aprovechando sus formaciones geológicas únicas y su gran belleza natural.  Sin embargo, en 1921, el director del Servicio de Parques Nacionales, Stephen Mather, rechazó la idea alegando que el tamaño pequeño del área era demasiado pequeño para justificar el estatus de parque nacional.  Inmediatamente, los organizadores presionaron al gobierno de Arkansas para la creación de un parque estatal, y el gobierno estatal de Arkansas estableció el Parque Estatal Petit Jean como el primer parque estatal oficial del estado en 1923. El albergue fue nombrado en honor del señor Mather.

## El parque
Los edificios de construcción de troncos y piedra construidos por el Cuerpo Civil de Conservación mediante la década de 1930 están dispersos por todo el parque estatal, lo que le da una sensación rústica.  Un albergue histórico de 24 habitaciones llamado Mather Lodge se encuentra en el borde de un acantilado de un profundo cañón boscoso. Además del albergue, hay 32 cabañas y 127 sitios para hacer acampada disponibles para los visitantes del parque.
El cañón y los acantilados fueron creados por Cedar Creek, que cae en cascada en el cañón en una impresionante cascada de 95 pies (29,0 m).  Por encima de las cataratas, Cedar Creek ha sido represado para crear el 100 acres (40,5 hectáreas) del lago Bailey, que se utiliza para navegar en botes a pedales y para pescar.
Petit Jean State Park tiene un centro de visitantes y una tienda de regalos en el centro del parque y un cobertizo para botes en el lago Bailey que ofrece alquiler de botes, suministros de pesca y un snack bar.  Canchas de tenis y baloncesto, una piscina y áreas de pícnic están disponibles para el uso de los visitantes también.
El Museo de Automóviles está aproximadamente un kilómetro de las principales áreas de campamento.
El parque también tiene varias características geológicas y arqueológicas como Bear Cave, Rock House Cave, el Grotto, Turtle Rocks (piedras que se ven como tortugas), Carpet Rocks y el Puente Natural. El mirador panorámico de la tumba de Petit Jean ofrece una vista del valle del río Arkansas.
El parque también es singular por sus fósiles de helechos, algunos de los que son 300 millones años de edad. También hay pictografías preservadas en las paredes de algunas cavernas que pueden ser vistas por el público.
En 2017, Petit Jean State Park fue calificado como el mejor camping en Arkansas en una encuesta de 50 estados realizada por MSN.com

## Infraestructura del Parque
Una gran porción de la infraestructura del parque estatal fue desarrollada mediante la década de 1930 por el Cuerpo Civil de Conservación (CCC), y muchos de estos elementos se quedan en buena condición.  Forman un aspecto importante del sentimiento y la apariencia del parque. Los trabajadores del CCC construyeron carreras, edificios, senderos y las dos presas que acorralan los lagos Bailey y Roosevelt.  Estas características están descritas abajo.  Muchos de estos elementos del parque han sido agregado al registro estadounidense llamado el National Register of Historic Places.

### Edificios
El CCC construyó varios edificios importantes en el parque, incluidas instalaciones administrativas y de uso público.  El más destacado de estos es probablemente Mather Lodge, un gran edificio de piedra rústica construido en 1935, ampliado en 1940 (también por el CCC), y nuevamente alrededor de 1960, cuando se agregó su ala de restaurante.  El edificio principal para la administración del parque, ahora también en parte la tienda de regalos, fue construido también alrededor de 1935. Uno de los edificios más inusuales que el CCC erigió en el parque es su edificio de tratamiento de agua original (ahora abandonado), una estructura de piedra aproximadamente cuadrada que, a pesar de su ubicación remota lejos de las instalaciones turísticas, aún conserva el estilo rústico conocido al parque.  En los primeros años del parque, fue un elemento crítico de su infraestructura, albergando equipos que filtraban y desinfectaban el agua para los visitantes del parque.
Las instalaciones del parque también incluyen una serie de cabañas disponibles para alquiler por parte de los visitantes.  Cuatro de estos fueron construidos por el CCC y exhiben su clásico estilo rústico.  Los cuatro (números de cabina 1, 6, 9 y 16) se construyeron alrededor de 1935 y son estructuras de piedra en forma de T, con techos a dos aguas o a cuatro aguas y porches centrales salientes. La cabaña #1 tiene un patio de piedra a un lado.  La cabaña número 6 tiene una vista al cañón.  La cabaña número 16 es cuadrada y apoyada por columnas de madera.

### Carreras, Puentes, y Senderos

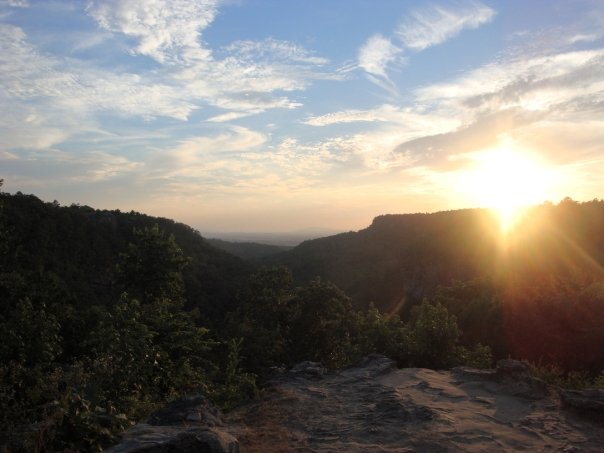
La vista de Mather Lodge.

El CCC construyó varios caminos y senderos a través del parque.  Blue Hole Road, que ahora forma parte de Boy Scout Trail, originalmente proporcionó acceso vehicular desde Red Bluff loop road hasta el área de natación de Blue Hole. Las características sobrevivientes incluyen alcantarillas, un muro de contención y algunas barandillas. Una sección de sendero bien conservada y construida por el CCC es Cedar Falls Trail, que brinda acceso desde Mather Lodge al cañón e incluye un puente que cruza Cedar Creek.
Dos estructuras relacionadas con carreteras construidas por CCC todavía están en uso activo para el tráfico vehicular.  Una alcantarilla de caja construida con piedra subyace a la autopista 154, la principal vía de acceso a través del parque. y el Cedar Creek Bridge.  También hay un puente peatonal ahora en desuso, construido de concreto para parecerse a troncos (en una versión más tosca de las obras realizadas por Dionicio Rodríguez en otros lugares de Arkansas) en una de las áreas verdes del parque.
El Seven Hollows Trail es muy popular por sus vistas de formaciones de rocas y del valle del río Arkansas aproximadamente 335 metros abajo.   De hecho, hay ocho senderos de largo entre menos de una milla hasta 12 millas (19 km, Boy Scout Trail). En total, hay más que 20 millas (32 km) de senderos interconectados.